# Hans Weber (Archäologe)
Hans Weber (* 2. Juni 1913 in München; † 4. Mai 1981 in Freiburg im Breisgau) war ein deutscher Klassischer Archäologe.
Hans Weber studierte in Heidelberg, Frankfurt am Main und München. 1938 wurde er bei Ernst Buschor mit der Arbeit Griechische Frauentrachten im 4. Jh. vor der Zeitenwende promoviert. Das ihm 1939 verliehene Reisestipendium des Deutschen Archäologischen Instituts (DAI) konnte er aufgrund des ausgebrochenen Krieges nicht antreten. Von 1938 bis 1944 war er an Grabungen in Olympia beteiligt. 1944/45 war er Assistent bei Emil Kunze an der Universität Straßburg. In Kiel erfolgte 1956 mit der Arbeit Untersuchungen zur Bildniskunst Griechenlands in hadrianischer Zeit seine Habilitation. 1957 übernahm Weber die Leitung der Redaktion bei der Zentrale des DAI in Berlin. 1961 wurde er Zweiter Direktor der Abteilung Istanbul des DAI. Es folgten 1968 Berufungen von den Universitäten Kiel, Hamburg und Freiburg i. Br. Weber entschied sich für Freiburg, wo er bis 1980 lehrte.
Weber arbeitete wissenschaftlich zur kleinasiatischen Tempelarchitektur, zur griechischen Skulptur und besonders zu den Porträtstatuen des Herodes-Atticus-Nymphäums von Olympia.

## Schriften
- Griechische Frauentrachten im vierten Jahrhundert vor der Zeitwende. Würzburg 1938.